# Lokomotiva Tomáš (9. řada)
9. řada seriálu Lokomotiva Tomáš je devátou řadou tohoto seriálu. Režíroval ji Steve Asquith. Poprvé byla vysílána od 5. září 2005 do 28. listopadu 2005 na britské verzi stanice Nick Jr., v České republice na Minimaxu v roce 2007.
Řada byla vyprávěna Michaelem Angelisem ve Spojeném království, Michaelem Brandonem ve Spojených státech amerických. V českém znění byl vypravěčem Bohuslav Kalva.

## Seznam dílů
| Č. v seriálu | Č. v řadě | Původní název                  | Režie         | Scénář         | Premiéra ve VB     |
| ------------ | --------- | ------------------------------ | ------------- | -------------- | ------------------ |
| 209          | 1         | Percy and the Oil Painting     | Steve Asquith | Abi Grant      | 5. září 2005       |
| 210          | 2         | Thomas and the Rainbow         | Steve Asquith | Abi Grant      | 5. září 2005       |
| 211          | 3         | Thomas' Milkshake Muddl        | Steve Asquith | Marc Seal      | 12. září 2005      |
| 212          | 4         | Mighty Mac                     | Steve Asquith | Paul Larson    | 12. září 2005      |
| 213          | 5         | Molly's Special Special        | Steve Asquith | Paul Larson    | 19. září 2005      |
| 214          | 6         | Respect for Gordon             | Steve Asquith | James Mason    | 19. září 2005      |
| 215          | 7         | Thomas and the Birthday Picnic | Steve Asquith | Sharon Miller  | 26. září 2005      |
| 216          | 8         | Tuneful Toots                  | Steve Asquith | Sharon Miller  | 26. září 2005      |
| 217          | 9         | Thomas and the Toy Shop        | Steve Asquith | James Mason    | 3. října 2005      |
| 218          | 10        | Rheneas and the Dinosaur       | Steve Asquith | Paul Larson    | 3. října 2005      |
| 219          | 11        | Thomas and the New Engine      | Steve Asquith | Marc Seal      | 10. října 2005     |
| 220          | 12        | Toby Feels Left Out            | Steve Asquith | Simon A. Brown | 10. října 2005     |
| 221          | 13        | Thomas Tries His Best          | Steve Asquith | James Mason    | 17. října 2005     |
| 222          | 14        | The Magic Lamp                 | Steve Asquith | Sharon Miller  | 17. října 2005     |
| 223          | 15        | Thomas and the Statue          | Steve Asquith | Marc Seal      | 24. října 2005     |
| 224          | 16        | Henry and the Flagpole         | Steve Asquith | Paul Larson    | 24. října 2005     |
| 225          | 17        | Emily Knows Best               | Steve Asquith | Marc Seal      | 31. října 2005     |
| 226          | 18        | Thomas' Day Off                | Steve Asquith | Sharon Miller  | 31. října 2005     |
| 227          | 19        | Thomas' New Trucks             | Steve Asquith | Paul Larson    | 7. listopadu 2005  |
| 228          | 20        | Duncan and the Old Mine        | Steve Asquith | James Mason    | 7. listopadu 2005  |
| 229          | 21        | Bold and Brave                 | Steve Asquith | James Mason    | 14. listopadu 2005 |
| 230          | 22        | Skarloey the Brave             | Steve Asquith | Paul Larson    | 14. listopadu 2005 |
| 231          | 23        | Saving Edward                  | Steve Asquith | James Mason    | 21. listopadu 2005 |
| 232          | 24        | Thomas and the Golden Eagle    | Steve Asquith | Abi Grant      | 21. listopadu 2005 |
| 233          | 25        | Keeping Up with James          | Steve Asquith | Abi Grant      | 28. listopadu 2005 |
| 234          | 26        | Flour Power                    | Steve Asquith | Ani Grant      | 28. listopadu 2005 |

## Postavy

### Nově představené postavy
- Molly[N 1]
- Neville[N 2]
- Dennis[N 3]
- Mocný Mac[N 4]
- Hubený přednosta
- Proteus[N 5]